# 魔法師西蒙
《魔法师西蒙》是点击式冒险游戏，由冒险软件开发并于1993年发行，对应Amiga与MS-DOS平台。游戏为魔法师西蒙系列第一作，讲述被传送到异世界的男孩西蒙，击败邪恶法师索迪德，救出巫师卡里普索的故事。故事戏仿了《魔戒》、《傑克與豌豆》等作品。
游戏借鉴了《碟形世界》等作品；西蒙仿效了黑爵士等角色，亦欲媲美此类作品之角色。《魔法师西蒙》获得好评，评论称赞幽默与画面。游戏推出CD配音版，其中西蒙由克里斯·巴里配音。游戏2008年透过GOG.com发行。MojoTouch开发的20周年纪念版于2013年上架Google Play。25周年纪念版于2018年4月发行。
系列第二作《魔法师西蒙II：狮子·男巫·魔衣橱》于1995年发行。

## 玩法
《魔法师西蒙》是点击冒险游戏，玩家通过鼠标操控西蒙，iOS与Android版亦支持触控。西蒙可四处移动，并与特定物体及其它角色互动。玩家可对西蒙下各类指令，如交给他人道具、与他人对话、拾取（放入物品栏）、调查、使用、移动、吃掉、穿戴、开闭物品等。有些操作涉需分两步完成：先选择西蒙使用的道具，再指定作用对象。西蒙可使用地图快速传送到去过的地标。玩家可通过名信片道具载入、保存与退出游戏。
游戏戏仿了各类畅销书与童话，如《長髮姑娘》、《指环王》、《碟形世界》、《纳尼亚传奇》、《傑克與豌豆》与《三只比利山羊》。

## 情节
男孩西蒙过12岁生日时，魔术师表演了从帽中变兔子、从嘴巴里变出许多鲜艳手帕的魔术，西蒙对此留下了深刻印象。门口出现了一个礼物，打开后里面是有条狗，嘴里叼着无人能懂的书。西蒙父母不清楚是谁送的狗，但还是将之收养，西蒙将它叫做奇皮，那本书则放到了阁楼上。一日，西蒙听见奇皮在阁楼上叫，过去察看后发现，那本书是魔法书（“Ye Olde Spellbooke”）。西蒙轻蔑地将书扔到地上，却开启了一道魔法门。奇皮迅速穿过门，西蒙跟随其后，来到了异世界。从食人哥布林手中逃脱后，他很快找到村中一间小屋。这间小的主人是巫师卡里普索，他留给西蒙一张便条。西蒙看完便条明白，他之所以被带到这个世界，是要从邪恶法师索迪德手中，救出卡里普索。
便条指示西蒙成为巫师，并寻求当地酒馆的巫师的帮助。西蒙完成各角色交给的任务，找回丢失的咒文书，找到索迪德之塔的所在。最终他进入塔内，来到塔里的花园。西蒙探索塔时，帮助几只恶魔返回地狱，并使用传送器前往朗多的火焰洞，摧毁索迪德的魔杖。西蒙击败索迪德后，返回了自己的世界。正当他以为这是梦时，卧室出现一道魔法门，一只戴着手套的大手伸出将他抓走。

## 开发与发行
《魔法师西蒙》由迈克·伍德罗夫担任总监与制作人；《猴島小英雄2》成功后，他意识到滑稽冒险游戏市场可以开拓。剧本由他的儿子西蒙执笔。他受到幽默作家特里·普拉切特的影响（冒险软件本欲制作《碟型世界》游戏，但未获授权），父子二人亦希望他参与游戏。尽管他未参加制作，但剧本中仍有许多新奇幽默。许多场景改编自童话，而智慧猫头鹰一角的原型为帕特里克·穆爾。伍德罗夫称，冒险软件（当时称惊悚软件）开发了够多的恐怖游戏，希望涉足喜剧游戏。公司亦因此更名。
西蒙·伍德罗夫解释称，西蒙这一角色融合了黑爵士、林斯温德和蓋伯拉許，且原计划设计成哈利·波特般的见习巫师。他还解释道，他们需要能比肩林斯温德的角色，又受书籍《碟型世界》和猴島小英雄的启发，因此创造了西蒙。迈克·伍德罗夫称，游戏从《龙与地下城》魔法故事中汲取了灵感。据西蒙·伍德罗夫表示，游戏还受《红矮星号》、《非常大酒店》和蒙提·派森的影响。该角色于旅行时在M5高速公路上想出，并非以伍德罗夫命名。他们仿照魔法师的模式起名，又因不喜欢「Willy The Wizard」（巫师威利）等名，因此定名「Simon the Sorcerer」。《魔法师西蒙》由15人团队开发。他们尽力走不同于《猴島小英雄》的幽默路线，创作出英式风格作品。西蒙·伍德罗夫称，他最大的挑战是创作剧本与设计迷题，他还要不断调试脚本（其以自制脚本语言编写）。团队创作世界时，以角色而非迷题为中心，故事则包装于团队喜欢的角色上。伍德罗夫相信，小团队全员目标一致、对游戏有激情，定能使冒险软件胜过有经验的工作室。至于决定游戏融入哪些童话，西蒙·伍德罗夫称他「读了一堆这类东西」，其中包括《格林童话》以及成长时拥有的瓢虫图书。他称像《神奇的粥锅》等作品，他「真心希望」却不能加入。
艾伦·布里奇曼是技术总监兼共同制作人。他和迈克·伍德罗夫开发了游戏创作系统「高级图形操作系统II」（AGOS II）。这使游戏开发工作更方便，团队得以专注玩法与故事，不必为技术方面操心。借助该系统，开发人员可各自在显示器上输入文字指令，且该引擎可移植到其它平台。该引擎还能将鼠标动作解译为文字指令（由语句解析器实现）、按需载入数据，简单添加命令即可实现功能。游戏以数据库形式构建，包含房间和对象的数据表，表中含有动画代码和预定发生事件的信息。AGOS改编自AberMUD，其开发者艾倫·考克斯也参与了AGOS引擎的开发。
保罗·德拉蒙德（首席美术师）、凯文·普雷斯顿（手绘角色设定图和动画）、玛丽亚·德拉蒙德、杰夫·沃尔和卡伦·平钦负责美术制作。该团队坐落于曼彻斯特，而非主工作室所在地伯明翰。他们使用Autodesk Animator及其内建的POCO语言开发角色动画。图画（含精灵图）由剪辑片段制成，再拼接成最终图像。为大幅压缩空间，剪辑在不同场景中反复利用，颜色信息另行储存并按需调用。背景画面先黑白手绘，再扫描至电脑并上色。职员名单上显示音乐有由Media Sorcery创作。
《魔法师西蒙》于1993年9月27日通过软盘发行，对应Amiga和IBM PC兼容机。1994年，Amiga CD32和PC CD-ROM再版发行；该版本新增配音，其中西蒙的配音由克里斯·巴里担当。西蒙·伍德罗夫称，他在撰写脚本时就想到了巴里（伍德罗夫称，他是《红矮星号》与阿诺德·里默迷），想象着熟悉的演员念台词，创作会更容易。巴里的配音费每日约3000英镑。伍德罗夫称，他制作配音版时「毫无犹豫」，这是「接下来的大事」。他还称，巴里「非常耐心与专业」。伍德罗夫称，LucasArts业已确立视觉与界面设计标准，而冒险软件专注于幽默与叙事，因此《魔法师西蒙》沿用了LucasArts的设计。
PC版后移植于Microsoft Windows，美国发行商为动视。该版本此后发行补丁，修复了Windows ME、2000和XP的兼容性问题。《魔法师西蒙》2008年12月上架GOG.com。iPhSoft于2009年推出iPhone再版。2013年8月，MojoTouch开发的20周年纪念版发行，对应Android平台。该版本新绘动画与图标，重新灌录音乐，加入高清画面，并采用新游戏菜单。25周年纪念版于2018年4月3日上架iOS App Store、Steam及GOG.com。
续作《魔法师西蒙II：狮子·男巫·魔衣橱》于1995年发行。

## 评价
媒体对《魔法师西蒙》，特别是其跨平台、幽默与画面表示称赞，而游戏的操作与线性特质遭受批评。至1999年9月，游戏全球销量超过60万套。
媒体普遍为Amiga版打出高分。《CU Amiga》称赞游戏画质高，玩起来非常有趣。《Amiga Computing》的西蒙·克莱斯亦称赞画面与背景，风格化的背景使游戏像童话。他还对游戏的迷题与艺术细节表示喜爱。《The One》认为游戏画面出色，但音乐未充分发挥Amiga的音频硬件优势。《Génération 4》称Amiga版画面「华丽」。
CD32版以配音而见称。《CU Amiga》的迪安·埃文斯对「华丽的」背景和动画印象深刻，并认为数字化配音，特别是克里斯·巴里为西蒙的配音，是游戏的最大卖点。《Amiga Power》的乔纳森·纳什为「绚丽的」画面点赞，但认为对话让人烦，并批评迷题「漫无目标地稀散到广大游戏区域中」。《Amiga CD32 Gamer》称赞原声「拔尖」，且故事妙语不少。杂志主要批评场景不重视互动，致使喜剧路线单一。《The One》和其他评论观点一致，称画面「令人一惊」，同时语音烘托了气氛。《Amiga Computing》评论克里斯·巴里的西蒙配音称，它为配音带来新魅力，让游戏「大幅强化」。《Amiga Format》批评游戏操控，认为控制器的局限会使玩家抓狂；但杂志也称赞新增的配音，并和其他评论同样称赞画面迷人。安迪·史密斯在后来的评论中称，巴里的配音让幽默更有滋味，并和埃文一样称赞画面「华丽」；但他亦表示，Amiga 1200版游戏很难操作。
DOS与Windows版评论者称赞幽默与对话。《Génération 4》称冒险「出色」，并认为《魔法师西蒙》或是最有趣另类的冒险游戏。《電腦遊戲世界》称其「滑稽古怪、半开玩笑的互动式奇幻」，「在将幽默旋扭调到最大的同时，意欲以富含诱人迷题世界，考验最敏锐冒险玩家的智慧」。Jeuxvideo.com称角色对话「不可思议」、游戏富含幽默，然而冒险结束得过快。他们给也了版同样的评价。Gamezebo的托尼·迪特迈尔称赞故事「令人捧腹」、背景和音乐「色彩绝妙、令人愉悦」，但批评支线任务欠奉，并指称原版画面在2009年已经落伍。Adventure Gamers的罗布·富兰克林称赞脚本和对话「异想天开」，并夸赞克里斯·巴里配音「出色」，但批评故事含糊。他将游戏推介给冒险游戏与英式幽默爱好者。Adventure Classic Gaming的佐尔塔· 奥曼迪高度评价原创迷题和西蒙的幽默，称游戏流行后杜撰出了新词「西蒙学」，指代冒险游戏主人公的幽默。GameRankings统计PC版得分为86％。《Joystick》喜欢背景装饰、动画和角色。
Pocket Gamer的保罗·马钱特评论了iOS版，他称游戏“经典”、对话“原创”，自己喜欢的是游戏本身而不是iPhone版。AppSpy的达米安·基亚帕拉喜欢「古怪的」幽默，认为iOS版画面胜过原版，但玩家要先花时间熟悉操作。iPad与Android均入选Pocket Gamer相应平台的十大点击式冒险游戏榜单。
2011年，游戏获Adventure Gamers史上最佳冒险游戏第44名。